# دستگرد
دستگرد محله‌ای در منطقه ۱۳ شهرداری اصفهان است. این محله، مرز بین شهر ابریشم و شهراصفهان محسوب می‌گردد. محله دستگرد اصفهان از شمال به رودخانه زاینده رود و در بخشی به محله (دنبه) و از غرب به دامنه کوه که اکنون منطقه مسکونی گلزار در آن واقع شده و از جنوب در امتداد کوه صفه، شهر ابریشم، کوی امیریه و شهرک ولی عصر و از شرق به خیابان باغ فردوس، سیمین (سهروردی) و بزرگراه شهید کاظمی محدود می‌باشد.

## معنای دستگرد
دستگرد به معنای باستانی آن دسته‌گرد است یعنی یک دسته یا گروه گشت نظامی و امنیتی. این واژه در فرهنگ دهخدا به معنی زمین زراعی است که از چهار طرف با دیوار محصور شده در زمان ساسانیان در معنای زمین‌های شاهی کاربرد یافت. شاهان ساسانی زمین‌های بایر را به کشاورزان واگذار کرده تا آنها خود در آبادی آن املاک کوشش کنند. گرد کردن به معنی ساختن هست و دستگرد معنای دست‌ساز یا زمین بایری است که با دست آباد شده و همچنین بنایی مانند کوشک که گرد آن خانه‌ها باشد. همچنین در فرهنگ فارسی معین، دستگرد به معنای زمین پست و هموار و در لغت‌نامه دهخدا، به زمین هموار، زمین و ملک زراعی و بنائی مانند کوشک که خانه‌ها به دور آن باشد، معنی شده است. بیشتر نقاطی که در ایران و کشورهای پیرامون آن با نام‌های دستگرد و دستجرد معروفند، همان زمین‌های شاهی ساسانی هستند.

## مناطقی با اسم دستگرد
بسیاری از مناطق در سرزمین ایران، با نام دستگرد شناخته می‌شوند. ازجمله مشهورترین آن‌ها
- دستگرد ساسانی: خسروپرویز که در تیسفون نشیمن داشت، سنت شاهان ایران را که همیشه کاخ و محل اقامت تابستانی خود را در فلات ایران می‌ساختند، کنار گذاشت و در جایی در شمال شرقی تیسفون، تابستانگاهی به نام دستگرد ساخت. ویرانه‌های این محل امروزه به نام دستکرة که عربی شدهٔ دستگرد است، شناخته می‌شود.
- دستگرد (بیرجند): روستایی است در دهستان القورات از توابع بخش مرکزی شهرستان بیرجند، واقع در استان خراسان جنوبی که بر پایه سرشماری عمومی نفوس و مسکن در سال ۱۳۹۵ جمعیت این روستا ۳۳۶۵ نفر (در ۸۹۸ خانوار) بوده است.[۳]
- دستگرد (برخوار) اصفهان: دستگرد برخوار در کنار گز برخوار از قدیمی‌ترین شهرهای اطراف اصفهان به‌شمار می‌رود و بنا به روایتی محل جمع‌آوری لشکریان برای دفاع از شهراصفهان بوده است.[۴]
- دستگرد امامزاده: روستای است در ۲۸ کیلومتری شهرکرد، مرکز استان چهارمحال و بختیاری. به این دلیل دستگرد را دستگرد امامزاده می‌گویند که مقبره امامزاده محمداکبر، فرزند علی در آن مدفون شده است.

## تاریخچه
مردم بومی آن داری لهجه اصفهانی می‌باشند، شغل اولیه مردم آن کشاورزی و دامپروری بوده است لیکن با توسعه شهرنشینی و گذر اتوبان ذوب‌آهن در سال‌های پایانی دهه ۱۳۴۰ به مرور از حجم روستا نشینی کاسته و به میزان شهرنشینی آن افزوده گردیده است تا جایی که امروز شهرک‌های امیر حمزه، ولی عصر، کوی گلزار، پردیس و چندین مجموعه بزرگ و کوچک دیگر در حاشیه آن ایجاد گردیده است.

## جاذبه‌گردشگری
از جاذبه‌های موجود در دستگرد خیار می‌توان باغ‌های سرسبز آن، باغ پرندگان، آکواریوم بزرگ اصفهان که در این منطقه قرار گرفته است، باغ خزندگان، باغ پروانه‌ها، درخت چندصد ساله چنار، ساحل زیبای زاینده رود و… اشاره نمود.